# Orde van de Militaire Trots
De Orde van de Militaire Trots, (Arabisch: Wisam al-Iftiqhar al-Askari) werd in 1956 door koning Hoessein van Jordanië ingesteld. Deze ridderorde werd volgens sommige bronnen tweemaal toegekend maar alleen van de Brit "Glubb Pasha", de in Engeland geboren opperbevelhebber van het Jordaanse leger, is bekend dat hij deze keten droeg.  Glubb werd in 1956 aan de kant gezet en deze kostbare keten, een onderscheiding met briljanten, is een afscheidsgeschenk geweest.
De keten bestaat uit gouden schakels met kronen en adelaars. Het daaraan bevestigde kleinood is een medaillon waarop een gouden adelaar met gespreide vleugels en twee gouden kromzwaarden binnen een lauwerkrans zijn afgebeeld.